# DAB (радио)
DAB, DAB+, DMB (от англ. Digital Audio Broadcasting) — это международный стандарт цифрового радиовещания, по состоянию на 2022 год используемый в 55 странах мира. Стандарт доминирует в Европе, а также используется в Австралии, а также в некоторых странах Африки и Азии. Формат поддерживает и продвигает организация WorldDAB.
DAB стал результатом европейского исследовательского проекта и впервые был публично представлен в 1995 году, а в начале этого тысячелетия в продаже появились DAB-приемники. Первоначально во многих странах ожидалось, что существующие FM-радиостанции перейдут на DAB, хотя внедрение DAB шло гораздо медленнее, чем ожидалось. На 2023 год Норвегия является первой страной, которая отключила FM-вещание по всей стране, ожидается, что и другие страны последуют её примеру в ближайшие годы. В последние годы DAB стала самой популярной платформой для радиовещания в Норвегии, Швейцарии и Великобритании и её наличие стало обязательным требованием для всех новых автомобилей, продаваемых в ЕС с 2021 года.
Исходная версия DAB использовала аудиокодек MP2. Позже была разработана и выпущена обновленная версия системы под названием DAB+, которая использует аудиокодек HE-AAC v2 (AAC+) и является более надежной и эффективной. DAB не совместим с DAB+. Сегодня большинство DAB-радиостанций в мире используют обновленный стандарт DAB+, и только в Великобритании, Румынии, Брунее и на Филиппинах по-прежнему сохраняется значительное количество старых DAB-радиостанций.
DAB, в целом, более эффективно использует спектр, чем аналоговое FM-радио и, таким образом, может предлагать больше радиоуслуг на той же полосе пропускания. Вещатель может выбрать любое желаемое качество звука: от высокого качества для музыки до низкого качества для разговорного радио, и в этом случае качество звука может заметно уступать аналоговому FM. Высокое качество влечёт более высокий траффик и повышение стоимости передачи. DAB более устойчив к шуму и замираниям из-за многолучевого распространения при прослушивании на мобильных устройствах, хотя качество приема DAB резко падает, когда мощность сигнала падает ниже критического порога (болезнь почти любого цифрового радио), тогда как качество приема FM ухудшается медленно с падением уровня сигнала, обеспечивая более эффективное покрытие на большей территории. DAB+ является «зеленой» платформой и обеспечивает 85%-ю экономию энергопотребления по сравнению с FM-вещанием (однако аналоговые тюнеры более эффективны, чем цифровые, а для небольших станций рекомендуется DRM+).